# CART-Saison 2000
Die CART-Saison 2000 war die 22. Saison der amerikanischen CART-Rennserie und die 79. Meisterschaftssaison im US-amerikanischen Formelsport.

## Hintergrund
Das Auftaktrennen fand am 26. März 2000 in Homestead, Miami (USA) statt und das Finale wurde am 29. Oktober in Fontana (USA) ausgetragen.
Nach dem Ausstieg des Reifenlieferanten Good Year, blieb Firestone als alleiniger Austüster in der Rennserie.
Das Indianapolis 500 gehörte nicht zur Meisterschaft. Das Rennen trug die Indy Racing Leage (IRL) aus, Teams aus der Champ Car waren aber teilnahmeberechtigt.
Das Rennen in Motegi sollte am 13. Mai gefahren werden und Milwaukee sollte am 4. Juni stattfinden. Beide Rennen wurden wegen Regens um einen Tag verschoben. Die Veranstaltung in Fontana startete am 29. Oktober, wurde in der 22. Runde abgebrochen wegen Regens und am nächsten Tag zu Ende gefahren. Der Grand Prix in Nazareth sollte am 9. April stattfinden, musste aber wegen Schneefalls auf den 27. Mai verschoben werden.
Am 13. November sollte der erste Hawaiian Super Prix stattfinden auf der Insel Oahu im Bundesstaat Hawaii. Der Super Prix wäre ein Einladungsrennen gewesen und hätte nicht zur Meisterschaft gezählt. Wegen Marketing-Fehlern und daraus resultierenden Geldproblemen musste das Rennen abgesagt werden.

## Saisonverlauf
Gil de Ferran gewann die Meisterschaft mit 10 Punkten Vorsprung auf Adrian Fernandez. Die Saison war außerordentlich spannend, in den ersten sieben Rennen gab es sieben verschiedene Sieger. De Ferran gewann nur zwei Rennen, er sicherte sich den Fahrertitel durch seine beständige Fahrweise während der gesamten Saison.
Bester europäischer Pilot war der Schwede Kenny Bräck auf dem vierten Platz der Meisterschafttabelle, womit er den Titel "Rookie of the Year" erhielt.

## Teams und Fahrer
| Team                    | Chassis     | Motor            | Nr. | Fahrer               | Rennen         |
| ----------------------- | ----------- | ---------------- | --- | -------------------- | -------------- |
| Chip Ganassi Racing     | Lola B2K/00 | Toyota RV8E      | 1   | Juan Pablo Montoya   | 1 – 20         |
| Chip Ganassi Racing     | Lola B2K/00 | Toyota RV8E      | 12  | Jimmy Vasser         | 1 – 20         |
| Team Penske             | Reynard 2KI | Honda HR-0       | 2   | Gil de Ferran        | 1 – 20         |
| Team Penske             | Reynard 2KI | Honda HR-0       | 3   | Hélio Castroneves    | 1 – 20         |
| Walker Motorsport       | Reynard 2KI | Honda HR-0       | 5   | Shinji Nakano        | 1, 4, 6 – 20   |
| Walker Motorsport       | Reynard 2KI | Honda HR-0       | 5   | Bryan Herta          | 2 – 3          |
| Newman/Haas Racing      | Lola B2K/00 | Ford-Cosworth XF | 6   | Michael Andretti     | 1 – 20         |
| Newman/Haas Racing      | Lola B2K/00 | Ford-Cosworth XF | 11  | Christian Fittipaldi | 1 – 20         |
| Team Rahal              | Reynard 2KI | Ford-Cosworth XF | 7   | Max Papis            | 1 – 20         |
| Team Rahal              | Reynard 2KI | Ford-Cosworth XF | 8   | Kenny Bräck          | 1 – 20         |
| Team Rahal              | Reynard 2KI | Ford-Cosworth XF | 91  | Casey Mears          | 20             |
| Della Penna Motorsports | Reynard 2KI | Toyota RV8E      | 10  | Norberto Fontana     | 1 – 5, 7 – 10  |
| Della Penna Motorsports | Reynard 2KI | Toyota RV8E      | 10  | Memo Gidley          | 11 – 18, 20    |
| Della Penna Motorsports | Reynard 2KI | Toyota RV8E      | 10  | Jason Bright         | 19             |
| Bettenhausen Racing     | Lola B2K/00 | Mercedes IC 108E | 16  | Michel Jourdain jr.  | 1 – 20         |
| PacWest Racing          | Reynard 2KI | Mercedes IC 108E | 17  | Maurício Gugelmin    | 1 – 20         |
| PacWest Racing          | Reynard 2KI | Mercedes IC 108E | 18  | Mark Blundell        | 1 – 20         |
| Dale Coyne Racing       | Lola B2K/00 | Ford-Cosworth XF | 19  | Takuya Kurosawa      | 1 – 11         |
| Dale Coyne Racing       | Lola B2K/00 | Ford-Cosworth XF | 19  | Gualter Salles       | 12 – 14        |
| Dale Coyne Racing       | Lola B2K/00 | Ford-Cosworth XF | 19  | Alex Barron          | 15 – 20        |
| Dale Coyne Racing       | Lola B2K/00 | Ford-Cosworth XF | 34  | Gualter Salles       | 1 – 3, 5       |
| Dale Coyne Racing       | Swift 011.c | Ford-Cosworth XF | 34  | Tarso Marques        | 4 – 20         |
| Patrick Racing          | Reynard 2KI | Ford-Cosworth XF | 20  | Roberto Moreno       | 1 – 20         |
| Patrick Racing          | Reynard 2KI | Ford-Cosworth XF | 40  | Adrián Fernández     | 1 – 20         |
| Arciero Racing          | Reynard 2KI | Mercedes IC 108E | 25  | Luiz Garcia jr.      | 1 – 20         |
| Team Green              | Reynard 2KI | Honda HR-0       | 26  | Paul Tracy           | 1 – 20         |
| Team Green              | Reynard 2KI | Honda HR-0       | 27  | Dario Franchitti     | 1 – 20         |
| Forsythe Racing         | Reynard 2KI | Ford-Cosworth XF | 32  | Patrick Carpentier   | 1, 5 – 20      |
| Forsythe Racing         | Reynard 2KI | Ford-Cosworth XF | 32  | Memo Gidley          | 2 – 4          |
| Forsythe Racing         | Reynard 2KI | Ford-Cosworth XF | 33  | Alex Tagliani        | 1 – 20         |
| Forsythe Racing         | Reynard 2KI | Ford-Cosworth XF | 77  | Bryan Herta          | 16             |
| Mo Nunn Racing          | Reynard 2KI | Mercedes IC 108E | 55  | Tony Kanaan          | 1 – 7, 11 – 20 |
| Mo Nunn Racing          | Reynard 2KI | Mercedes IC 108E | 55  | Bryan Herta          | 8 – 10         |
| PPI Motorsports         | Reynard 2KI | Toyota RV8E      | 96  | Oriol Servià         | 1 – 20         |
| PPI Motorsports         | Reynard 2KI | Toyota RV8E      | 97  | Cristiano da Matta   | 1 – 20         |

Anmerkung: Alle Teams waren mit Firestone-Reifen ausgerüstet.

## Statistik

### Rennergebnisse
| Nr. | Datum         | Rennen / Strecke                                                                               | Distanz (mi) | Gewinner             | Zweiter            | Dritter              |
| --- | ------------- | ---------------------------------------------------------------------------------------------- | ------------ | -------------------- | ------------------ | -------------------- |
| 1   | 26. März      | Marlboro Grand Prix of Miami Presented by Toyota (Homestead-Miami Speedway) (O)                | 225,3        | Massimiliano Papis   | Roberto Moreno     | Paul Tracy           |
| 2   | 16. April     | Toyota Grand Prix of Long Beach (Long Beach Grand Prix Circuit) (T)                            | 161,3        | Paul Tracy           | Hélio Castroneves  | Jimmy Vasser         |
| 3   | 30. April     | Rio 200 (Emerson Fittipaldi Speedway) (O)                                                      | 201,3        | Adrián Fernández     | Jimmy Vasser       | Paul Tracy           |
| 4   | 14. Mai       | Firestone Firehawk 500K (Twin Ring Motegi) (O)                                                 | 311,3        | Michael Andretti     | Dario Franchitti   | Roberto Moreno       |
| 5   | 27. Mai       | Bosch Spark Plug Grand Prix Presented by Toyota (Nazareth Speedway) (O)                        | 212,8        | Gil de Ferran        | Maurício Gugelmin  | Kenny Bräck          |
| 6   | 5. Juni       | Miller Lite 225 (The Milwaukee Mile) (O)                                                       | 232,2        | Juan Pablo Montoya   | Michael Andretti   | Patrick Carpentier   |
| 7   | 18. Juni      | Tenneco Automotive Grand Prix of Detroit (Raceway at Belle Isle) (T)                           | 197,0        | Hélio Castroneves    | Massimiliano Papis | Oriol Servià         |
| 8   | 25. Juni      | Freightliner/G. I. Joe’s 200 Presented by Texaco/Havoline (Portland International Raceway) (P) | 220,5        | Gil de Ferran        | Roberto Moreno     | Christian Fittipaldi |
| 9   | 2. Juli       | Marconi Grand Prix of Cleveland Presented by Firstar Bank (Cleveland Street Course) (F)        | 210,6        | Roberto Moreno       | Kenny Bräck        | Cristiano da Matta   |
| 10  | 16. Juli      | Molson Indy Toronto (Exhibition Place) (T)                                                     | 196,5        | Michael Andretti     | Adrián Fernández   | Paul Tracy           |
| 11  | 25. Juli      | Michigan 500 Presented by Toyota (Michigan International Speedway) (O)                         | 500,0        | Juan Pablo Montoya   | Michael Andretti   | Dario Franchitti     |
| 12  | 30. Juli      | Target Grand Prix of Chicago Presented by Energizer (Chicago Motor Speedway) (O)               | 231,5        | Cristiano da Matta   | Michael Andretti   | Gil de Ferran        |
| 13  | 13. August    | Miller Lite 200 (Mid-Ohio Sports Car Course) (P)                                               | 187,4        | Hélio Castroneves    | Gil de Ferran      | Christian Fittipaldi |
| 14  | 20. August    | Motorola 220 (Road America) (P)                                                                | 222,6        | Paul Tracy           | Adrián Fernández   | Kenny Bräck          |
| 15  | 3. September  | Molson Indy Vancouver (Concord Pacific Place) (T)                                              | 160,2        | Paul Tracy           | Dario Franchitti   | Adrián Fernández     |
| 16  | 10. September | Honda Grand Prix of Monterey Presented by Shell (Laguna Seca) (P)                              | 185,7        | Hélio Castroneves    | Gil de Ferran      | Dario Franchitti     |
| 17  | 17. September | Motorola 300 (Gateway International Raceway) (O)                                               | 299,7        | Juan Pablo Montoya   | Patrick Carpentier | Roberto Moreno       |
| 18  | 1. Oktober    | Texaco Grand Prix of Houston (Houston Street Circuit) (T)                                      | 152,7        | Jimmy Vasser         | Juan Pablo Montoya | Gil de Ferran        |
| 19  | 15. Oktober   | Honda Indy 300 (Surfers Paradise Street Circuit) (T)                                           | 164,9        | Adrián Fernández     | Kenny Bräck        | Jimmy Vasser         |
| 20  | 29. Oktober   | Marlboro 500 Presented by Toyota (California Speedway) (O)                                     | 507,2        | Christian Fittipaldi | Roberto Moreno     | Gil de Ferran        |

- Erklärung: O: Ovalkurs, T: temporäre Rennstrecke (Stadtkurs), P: permanente Rennstrecke, F: Flugplatzkurs

### Fahrer-Meisterschaft
| Platz:  | 1  | 2  | 3  | 4  | 5  | 6 | 7 | 8 | 9 | 10 | 11 | 12 |
| Punkte: | 20 | 16 | 14 | 12 | 10 | 8 | 6 | 5 | 4 | 3  | 2  | 1  |

Zusätzlich wurde noch jeweils ein Punkt an den Piloten auf der Pole-Position sowie den Piloten mit den meisten Führungsrunden im Rennen verteilt.
| Pos. | Fahrer                 | Punkte |
| ---- | ---------------------- | ------ |
| 1.   | Gil de Ferran          | 168    |
| 2.   | Adrián Fernández       | 158    |
| 3.   | Roberto Moreno         | 147    |
| 4.   | Kenny Bräck (R)        | 135    |
| 5.   | Paul Tracy             | 134    |
| 6.   | Jimmy Vasser           | 131    |
| 7.   | Hélio Castroneves      | 129    |
| 8.   | Michael Andretti       | 127    |
| 9.   | Juan Pablo Montoya     | 126    |
| 10.  | Cristiano da Matta     | 112    |
| 11.  | Patrick Carpentier     | 101    |
| 12.  | Christian Fittipaldi   | 96     |
| 13.  | Dario Franchitti       | 92     |
| 14.  | Massimiliano Papis     | 88     |
| 15.  | Oriol Servià (R)       | 60     |
| 16.  | Alex Tagliani (R)      | 53     |
| 17.  | Maurício Gugelmin      | 39     |
| 18.  | Bryan Herta            | 26     |
| 19.  | Tony Kanaan            | 24     |
| 20.  | Memo Gidley            | 20     |
| 21.  | Mark Blundell          | 18     |
| 22.  | Michel Jourdain junior | 18     |
| 23.  | Casey Mears (R)        | 12     |
| 24.  | Shinji Nakano (R)      | 12     |
| 25.  | Tarso Marques (R)      | 11     |
| 26.  | Alex Barron            | 6      |
| 27.  | Luiz Garcia Jr.        | 6      |
| 28.  | Norberto Fontana (R)   | 2      |
| 29.  | Takuya Kurosawa (R)    | 1      |
| 30.  | Gualter Salles         | 0      |
| 31.  | Jason Bright (R)       | 0      |

(R) = Rookie